# بربيت زيتوني
بربيت زيتوني (الاسم العلمي: Stactolaema olivacea) (بالإنجليزية: Green barbet)‏ هو نوع من الطيور يتبع جنس بربيت نازل الحنجرة من الفصيلة البربيتية.